# Kladno
Kladno (Kladen in tedesco) è una città della Repubblica Ceca, capoluogo del distretto omonimo, in Boemia Centrale.

## Storia
Il primo documento scritto in cui viene menzionata l'esistenza di un abitato risale al XIV secolo. Nel 1561 acquisì la denominazione di città.
Kladno è storicamente la città di origine dell'industria pesante boema: per molti anni, la cittadina fu sede delle acciaierie Poldi, di fatto il più grande datore di lavoro della regione; nel 1842 prese piede anche l'attività mineraria.
La vicinanza con Praga consentì alla città di mantenere una certa solidità economica anche dopo il declino industriale verificatosi in seguito al collasso del regime comunista.

## Monumenti e luoghi d'interesse
- Municipio di Kladno
- Chiesa dell'Assunzione della Vergine Maria
- Cimitero ebraico di Kladno

## Nella cultura di massa
Nella serie televisiva Prison Break il personaggio di Nika Volek, interpretato da Holly Valance, racconta della sua famiglia a Kladno.